# The Spine
Albums de They Might Be Giants
No!
(2002) Here Come the ABCs
(2005)
The Spine est un album pop/rock alternatif de They Might Be Giants, sorti le 5 juillet 2004 au Royaume-Uni et le 13 juillet 2004 aux États-Unis.

## Chansons
1. Experimental film – 2 min 56 s
2. Spine – 33 s
3. Memo to human resources – 2 min 02 s
4. Wearing a raincoat – 3 min 10 s
5. Prevenge – 2 min 44 s
6. Thunderbird – 2 min 38 s
7. Bastard wants to hit me – 2 min 14 s
8. The world before later on – 1 min 52 s
9. Museum of idiots – 3 min 02 s
10. It's kickin' in – 2 min 01 s
11. Spines – 30 s
12. Au contraire – 2 min 26 s
13. Damn good times – 2 min 38 s
14. Broke in two – 2 min 59 s
15. Stalk of wheat – 1 min 27 s
16. I can't hide from my mind – 2 min 43 s
17. Renew my subscription (bonus iTunes)

## Single
- Experimental film (2004)

## Membres
- John Flansburgh: chant, guitare
- John Linnell: chant, clavier, piano
- Dan Miller: guitare
- Danny Weinkauf: basse
- Marty Beller: batterie